# Defensor Moura
Defensor de Oliveira de Moura (Viana do Castelo, 2 de setembro de 1945) é um médico aposentado e ex-político português.

## Biografia
Filho de Defensor Ferreira de Moura (Gondomar, São Cosme, 26 de Agosto de 1904 - Viana do Castelo, Santa Maria Maior, 12 de Abril de 1991) e de sua mulher Amélia Nunes de Oliveira (Viana do Castelo, Santa Maria Maior, 31 de Outubro de 1911 - Viana do Castelo, Santa Maria Maior, 1 de Maio de 1953). É casado com Maria Joana Moura, Médica Pediatra natural de Cabo Verde.
Licenciado em Medicina[carece de fontes?], é um Médico Especialista em Medicina Interna[carece de fontes?] tendo sido Chefe de Serviço Hospitalar, Auditor de Defesa Nacional, Diretor Clínico e Vogal da Comissão Instaladora do Hospital Distrital de Viana do Castelo, Diretor do Serviço de Medicina e Especialidades Médicas, Diretor da Unidade de Hemodiálise do Hospital Distrital de Viana do Castelo, Presidente da Direcção e da Assembleia Geral da Liga dos Amigos do Hospital de Viana do Castelo, Membro Fundador da Federação Portuguesa de Dadores Benévolos de Sangue e Presidente do Conselho Distrital da Ordem dos Médicos de Viana do Castelo.
Foi, também, Presidente da Fundação de Cultura Musical Maestro José Pedro e Presidente da Fundação do Navio Hospital Gil Eannes.[carece de fontes?]
Foi Deputado à Assembleia da República na IV e XI Legislaturas, respetivamente de 4 de Novembro de 1985 a 12 de Agosto de 1987 pelo Partido Renovador Democrático e de 15 de Outubro de 2009 a 19 de Junho de 2011 pelo Partido Socialista, sempre eleito pelo Círculo Eleitoral do Distrito de Viana do Castelo, tendo pertencido às comissões parlamentares de Negócios Estrangeiros e Comunidades Portuguesas, Comissão de Defesa Nacional, Comissão de Saúde e ao grupo de trabalho de Acompanhamento da Evolução de Diabetes
Foi Presidente da Câmara Municipal de Viana do Castelo durante quatro mandatos de 1994 a 2009.[carece de fontes?]
Foi um dos candidatos independentes às eleições presidenciais em Portugal em 2011.

## Obras publicadas
- Comunidade e Serviços de Saúde
- O Novo Hospital de Viana do Castelo - História de quatro décadas
- O meu encontro com a Liberdade
- Expoente da Sesquidécada de transição de Milénio
- Director das Revistas: ACTA MÉDICA VIANENSE (Serviço de Medicina HDVC); ARQUIVO MÉDICO DE VIANA DO CASTELO (Ordem dos Médicos) e ECOS DO MUNICÍPIO - 1.ª e 2.ª Série (CMVC)
- 58 Comunicações e Publicações em Congressos e Revistas Médicas[carece de fontes?]
- Nasceu com o destino marcado, sobre o prédio Coutinho, publicado em 2020.